# Nodalla (Costachillea) steffani
Nodalla (Costachillea) steffani is een insect uit de familie van de Berothidae, die tot de orde netvleugeligen (Neuroptera) behoort. 
Nodalla (Costachillea) steffani is voor het eerst wetenschappelijk beschreven door U. Aspöck & H. Aspöck in 1998.